# Tikvenik
Tikvenikul este un tip de plăcintă dulce a cărei umplutură constă din dovleac ras și zahăr. Se prepară ca baniță răsucită, din cruste de aluat care se rulează ca trabucuri rulate cu un adaos uniform de amestec de dovleac, zahăr și nuca macinată. Se adauga și ulei. Se adaugă la multe rețete, alături de ulei și unt, atunci când nu este pentru masa rituală de Post în Ajunul Crăciunului. Rulourile rezultate sunt aranjate într-o tavă, de obicei rulată în cerc și coapte. Se servește cu iaurt sau compot.